# Esta tierra es mía (película de 1943)
Esta tierra es mía (This Land Is Mine) es una película de 1943 dirigida por Jean Renoir y protagonizada por Charles Laughton, Maureen O'Hara, George Sanders y Walter Slezak.

## Argumento
En una ciudad de la Francia ocupada, Albert Lory (Charles Laughton), un maestro solterón, que vive con su madre, a raíz de su actitud en los bombardeos ha adquirido fama, incluso entre sus alumnos, de persona de poco aplomo. Oculta su amor por otra profesora, compañera y vecina suya, Louise Martin (Maureen O'Hara), conformándose con su amistad y la de su hermano Paul. Además, ella mantiene relaciones sentimentales con George Lambert (George Sanders), por lo que la ve inalcanzable. Paul es miembro de la resistencia francesa y muy activo en las labores de sabotaje, por ello, es traicionado por George que lo delata a los nazis, ya que entiende que la colaboración es el único medio de alcanzar la paz. Albert, en un arrebato de indignación, se dirige al encuentro de George justo en el momento en que este, arrepentido, se suicida. Albert, es acusado injustamente de asesinato. Durante el juicio, Albert, investido de una serena dignidad y un valor desconocido por todos, dirige un memorable alegato de la libertad que enciende a sus conciudadanos. Advirtiendo el peligro de sublevación, el comandante nazi, el Mayor Erich von Keller, le propone un trato: si cesa en su alegato y depone su actitud en el juicio, le garantiza un veredicto de inocencia. De regreso al tribunal, Albert continúa en su actitud y arenga a sus conciudadanos.

## Reparto
- Charles Laughton – Albert Lory
- Maureen O'Hara – Louise Martin
- George Sanders – George Lambert
- Walter Slezak – Mayor Erich von Keller
- Kent Smith – Paul Martin
- Una O'Connor – Mrs. Emma Lory
- Philip Merivale – Profesor Sorel
- Thurston Hall – Mayor Henry Manville
- George Coulouris – Fiscal
- Nancy Gates – Julie Grant
- Ivan F. Simpson – Juez (acreditado como Ivan Simpson)
- John Donat – Edmund Lorraine

## Datos técnicos
- Longitud del metraje en película (metros): 2.827,63 m
- Formato del negativo de la película (mm/pulgadas de video): 35 mm
- Proceso cinematográfico: Spherical
- Formato de cinta impreso: 35 mm
- Relación de aspecto: 1,37 : 1